# Nyctimantis
Nyctimantis é um gênero de anfíbios da família Hylidae. Está distribuído por Colômbia, Equador, Peru, Argentina, Uruguai, Paraguai, Brasil, e Venezuela.
Em 2021, um estudo filogenético redefiniu o gênero Nyctimantis e incluiu nele quase todas as espécies anteriormente classificadas como Aparasphenodon e Argenteohyla, que agora são tratados como seu sinônimo. Assim sendo, apenas o gênero Nyctimantis deve continuar sendo usado.

## Espécies
Estas são algumas das espécies pertencentes ao gênero:
- Nyctimantis arapapa (Pimenta, Napoli, and Haddad, 2009)
- Nyctimantis bokermanni (Pombal, 1993)
- Nyctimantis brunoi (Miranda-Ribeiro, 1920)
- Nyctimantis galeata (Pombal, Menezes, Fontes, Nunes, Rocha, and Van Sluys, 2012)
- Nyctimantis pomba (Assis, Santana, Silva, Quintela, and Feio, 2013)[3]
- Nyctimantis rugiceps Boulenger, 1882
- Nyctimantis siemersi (Mertens, 1937)